# Görgei György
Görgei György (Budapest, 1926. július 23.– 2019. július 19.) Liszt Ferenc-díjas magyar karmester, érdemes és kiváló művész.

## Élete, munkássága
Zenei tanulmányait 7 éves korában kezdte. Zeneszerzési tanulmányait gimnazistaként kezdte. A Székesfővárosi Felsőbb Zeneiskolában tanult Sugár Rezsőnél, Farkas Ferencnél, Sándor Frigyesnél.
Karmesteri pályafutását 1949-ben a Néphadseregben kezdte. 1982-ben ezredesi rangban vonult nyugdíjba.
1957-ben és 1958-ban a Szegedi Nemzeti Színház első karmestere.
1959-től a Néphadsereg Művészegyüttesének karmestere, majd az Együttes művészeti vezetője. A magyar ének-, zene-, színház- és tánckultúra magas színvonalú produkcióit vitte színpadra, laktanyákba és művelődési házakba, színházakba és a Zeneakadémiára, közeli és távoli országokba Romániától Peruig, Koreától Mexikóig, Egyiptomtól Kubáig, Örményországtól Algériáig. Számtalan klasszikus zenei koncertet adott a Magyar Rádió és a MÁV Szimfonikus Zenekar élén. Számos rádiójáték kísérőzenéjét vezényelte. 1984-ben és 1985-ben zenekari tanárként és karmesterként működött Szíriában.
Életcélul tűzte ki a katonák közötti zenei ismeretterjesztést. Kora legnagyobb zeneszerzőit, előadóművészeit, zenetudósait nyerte meg a koncertjein való közreműködésre Kodály Zoltántól Szabolcsi Bencéig.
Kiemelkedő módon patronálta kora kortárs zeneszerzőit. 12 éven keresztül minden évben nagyzenekarra és kórusra készült új művek bemutatóit vezényelte a Zeneakadémia nagytermében. Felkérésére egyebek mellett Petrovics Emil, Szokolay Sándor, Lendvay Kamilló, Aram Hacsaturjan írt új műveket. E koncertek rádió és TV közvetítései széles hallgatói és nézői körhöz juttatták el a kortárs zeneművészet értékeit.
Az általa bemutatott művek:
- Szőnyi Erzsébet: Firenzei tragédia - opera, 1967
- Sugár Rezső: Acis és Galathea - zenekari fantázia, 1969
- Szokolay Sándor-Balassi Bálint: Vitézi ének - kantáta, 1971
- Petrovics Emil-Maár Gyula-Illyés Gyula: II. kantáta, 1972
- Sárai Tibor-Váci Mihály: Jövőt faggató ének - kantáta, 1973
- Farkas Ferenc-Kassák Lajos: Bontott zászlók - oratórium, 1974
- Láng István-Ágh István: Csillagra törők - kantáta, 1975
- Balázs Árpád-Illyés Gyula: A tél lebírása - kantáta, 1975
- Lendvay Kamilló-Kőháti Zsolt: Pro libertate - kantáta, 1976
- Aram Hacsaturjan-Garai Gábor: Hősök emlékezete - oratórium, 1976
- Szőnyi Erzsébet: Népdalkantáta, 1979
- Aulis Sallinen: Dies irae - oratórium, 1979

A Magyar Zeneművészek Szövetségének az elnökségi tagjaként itthon és külföldön képviselte a magyar zenei életet.

## Könyvei
- Thália katonái, 1969

## Díjai, elismerései
- Liszt Ferenc-díj (1969)
- Érdemes művész (1974)
- Kiváló művész (1982)